# Stadtmüller (Familie)

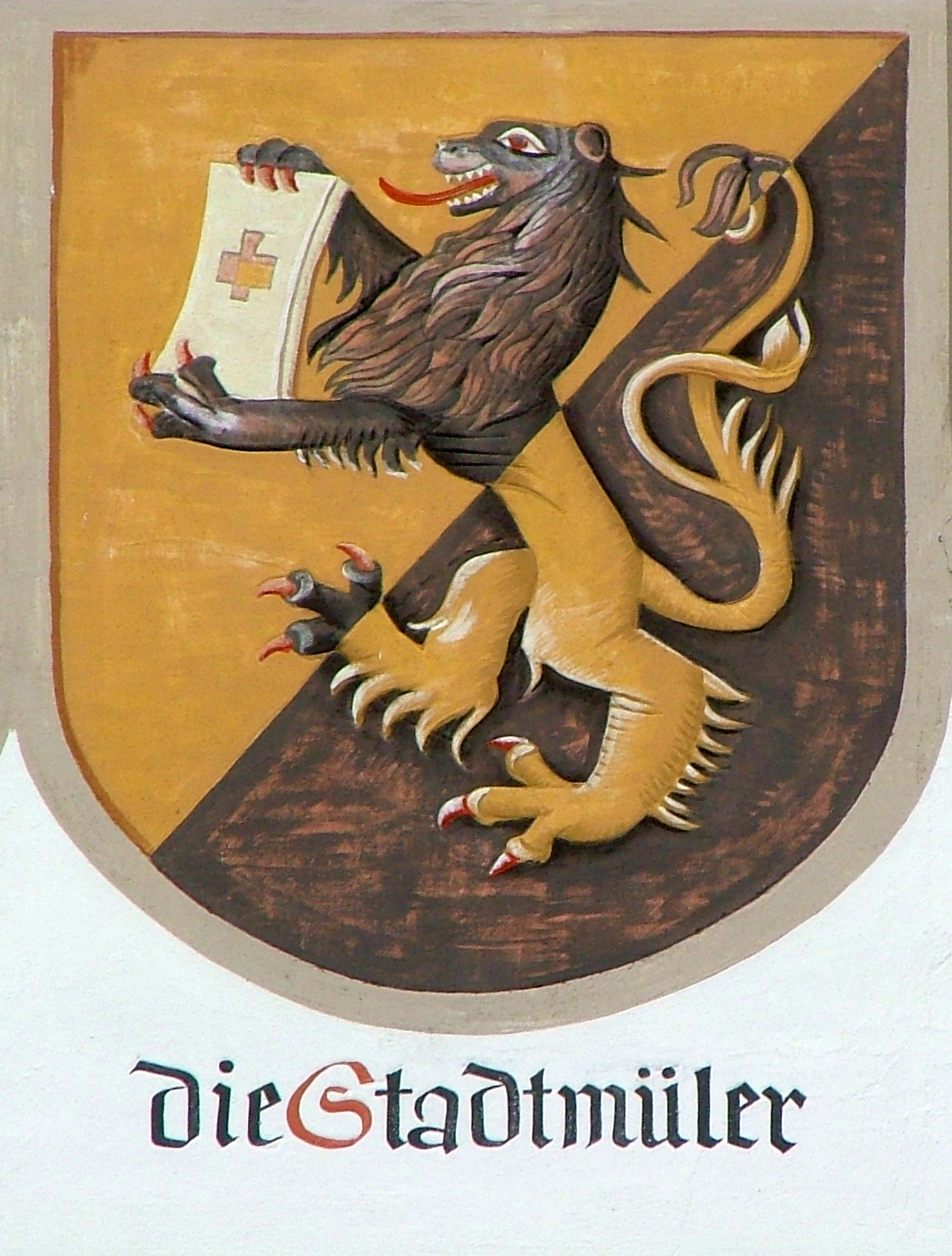
Wappen der Stadtmüller auf dem Kemptener Rathaus

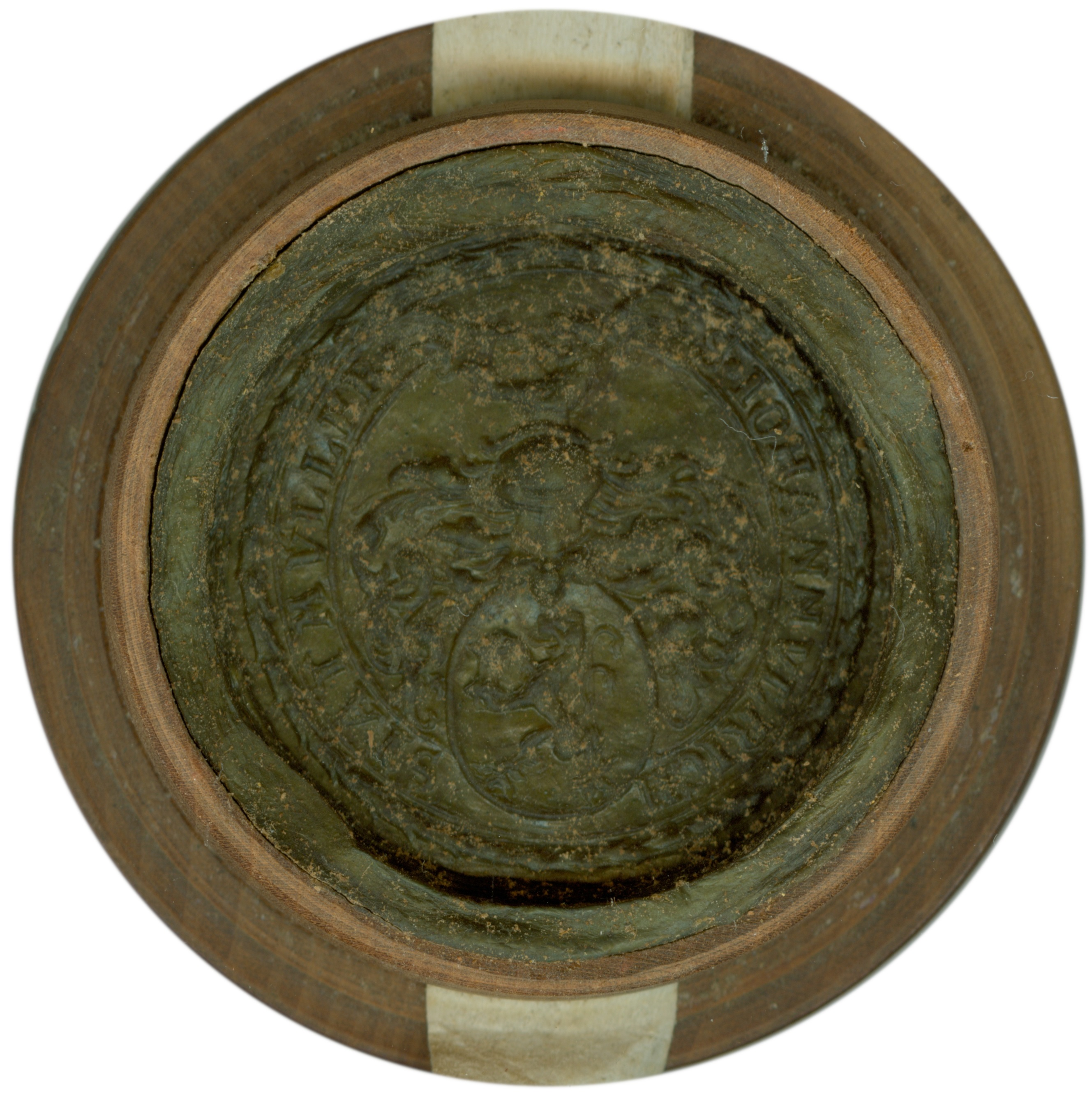
Wachssiegel von Johann Ulrich Stadtmüller (1715)

Die Stadtmüller (auch Stattmüller oder Stattmiller bzw. Stadtmiller, aber auch Stadtmüler) waren eine dem reichsstädtischen Patriziat angehörende Familie in der Reichsstadt Kempten.
1644 war ein Jakob Stadtmüller geheimer Rat. Ab 1664 war dieser Jakob Stadtmüller der Bürgermeister der Reichsstadt Kempten. Er verstarb 1672 im Alter von 73 Jahren. Für das Jahr 1703 ist ein Johann Ulrich Stadtmüller ein Stadtammann und ab 1710 Bürgermeister der Reichsstadt. Er verstarb 1726.
Vor 1723 verstarb Anna Maria Stadtmüller. Sie war verheiratet mit Johann Georg Weidlin (1656–1723), einem in Gingen an der Fils seit 1682 amtierenden Ulmer Amtmann. Aus dieser Ehe waren acht Töchter und drei Söhne hervorgegangen. Das Epitaph des Ehepaares mit seinem Allianzwappen befindet sich heute in der Gingener Johanneskirche an der Nordseite des Chores.   
Für das 1734 ist ein Jakob Stadtmüller überliefert, der Stadtammann von Kempten sowie vorher Stadtrechner war. 1744 starb dieser. Für das gleiche Jahr ist ein Matthias Stattmiller als Vorgesetzter der Kemptener Kramerzunft belegt.
1774 war ein Wolfgang Jakob Stattmüller Mitglied der Gesellschaft zum Strauß, ab 1798 Geheimer Senator und Rittmeister des Bürger-Reiterkorps Kempten. 1785 ist ein Johann Reinhard Stattmiller als Vorgeher der Goldschläger in Augsburg bekannt.
Als Grossierer für Wollwaren, Spediteur und Kommissionshändler ist für das Jahr 1807 ein Wolfgang Jakob Stattmüller belegt.

## Wappen
Gelb-blau linksgeschrägt, mit einem Löwen, mit einem Doppelschweif,  in gewechselten Farben, der ein weißes Mühleisen in den Pranken hält. Derselbe wachsend auf dem Stechhelm.